# Eleição para governador de Tóquio em 2024
A eleição para governador de Tóquio em 2024 aconteceu em 7 de julho. Yuriko Koike foi reeleita para seu terceiro mandato, apesar de ter recebido menos votos do que nas eleições de 2016 e 2018. Shinji Ishimaru, o antigo prefeito de Akitakata, excedeu as espectativas e ficou em segundo lugar. Renhō, que era considerada a principal rival de Yuriko e apoiada por partidos de esquerda, recebeu votos abaixo do esperado, ficando em terceiro lugar.
O sucesso de Ishimaru foi atribuido ao seu uso de redes sociais durante a campanha, que conquistou o voto dos eleitores independentes (sem afiliação partidária) e dos jovens. Já a baixa performance de Renhō foi atribuida a suas ligações com o Partido Comunista Japonês (PCJ), que resultou em uma rejeição entre os eleitores independentes e moderados.
A eleição ocorreu junto com a eleição suplementar para repor nove assentos na Assembleia Metropolitana de Tóquio.

## Contexto

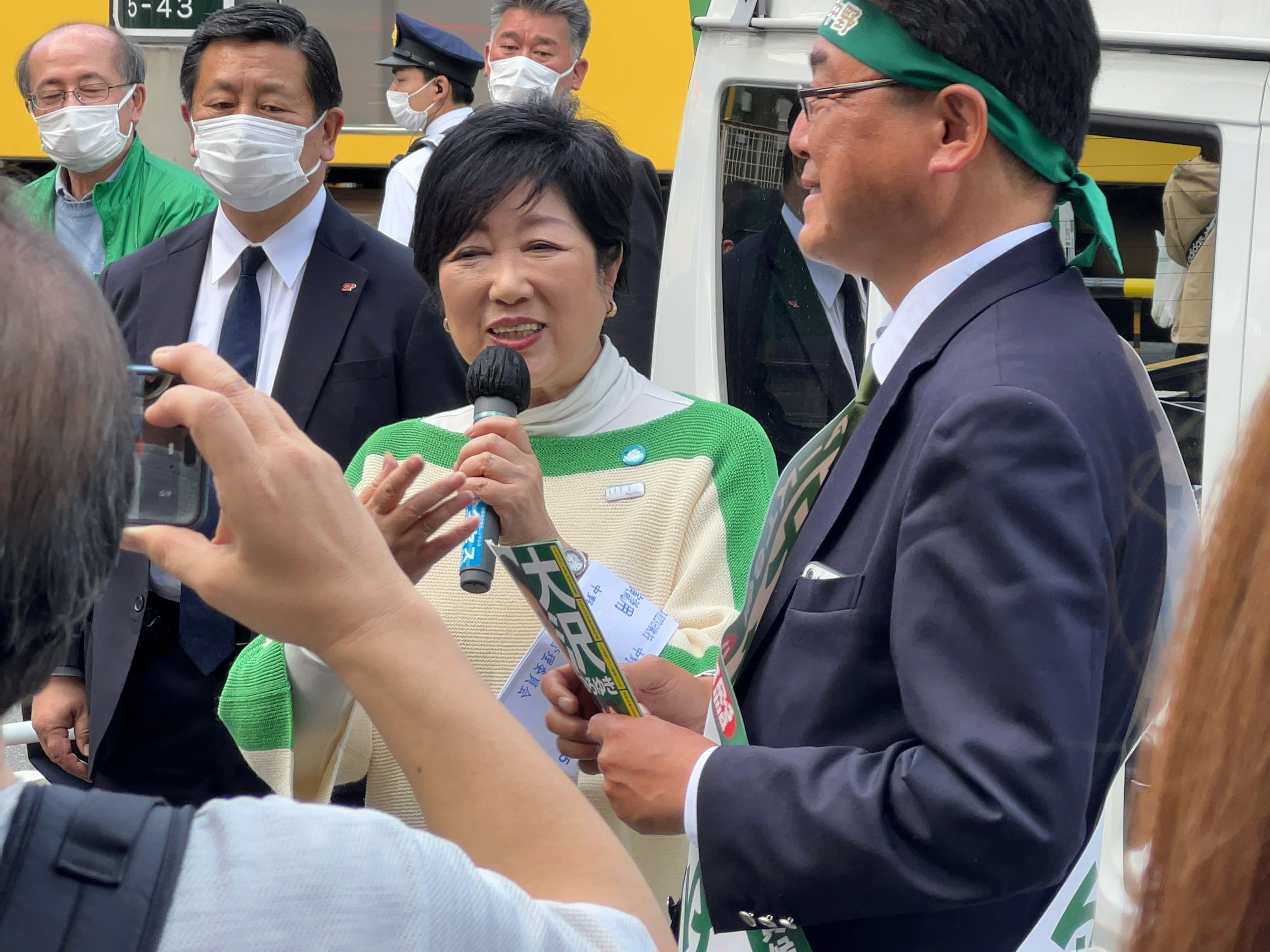
A governadora incumbente Yuriko Koike concorreu para um terceiro mandato.

A então governadora Yuriko Koike concorreu para um terceiro mandato, recebendo o apoio do Partido Democrático para o Povo e do partido regional Tomin First no Kai, que Koike ajudou a fundar e em 2024 tinha o cargo de conselheira especial. O Partido Liberal Democrata (PLD) e o Novo Komeito também deram apoio, apesar de isto não ter ocorrido nas eleições de 2016 e 2020.
Era esperado que Renhō fosse a maior rival de Koike. Ela recebeu apoio dos principais partidos de oposião de esquerda: O Partido Democrático Constitucional do Japão (PDC), o Partido Comunista Japonês (PCJ) e o Partido Social Democrata (PSD). Shinji Ishimaru, o antigo prefeito de Akitakata, e Toshio Tamogami, antigo chefe de gabinete da Força Aérea de Autodefesa do Japão, concorreram sem o apoio de nenhum dos principais partidos políticos. Os partidos Educação Grátis Para Todos e Sanseitō instruiram seus afiliados a votarem em quem desejassem, e o Nippon Ishin no Kai e Reiwa Shinsengumi não apresentaram ou endossaram nenhum candidato.
Alguns candidatos de partidos minoritários são o ativista político ultranacionalista e anti-coreano Makoto Sakurai, do Partido Japão Primeiro e Atsuhiko Kurokawa, do Partido Tsubasa, que foi preso em junho de 2024 acusado de interferência e sabotagem na bieleição da Câmara dos Representantes em abril.
56 candidatos preencheram os requisitos para concorrer na eleição, com 19 deles pertencentes ao Partido NHK, de Takashi Tachibana. Este foi o maior número de candidatos na eleição até então, sendo que na eleição anterior apenas 22 candidatos concorreram. Os meios de comunicação explicaram o fenômeno como uma forma dos candidatos tornarem-se famosos com autopromoção e golpes publicitários.

## Campanha
Os principais problemas abordados pelas campanhas foram a queda de natalidade, leis ambientais, o novo desenvolvimento da área de Meiji Jingu Gaien e o uso de video mapping no Tóquio City Hall.
A então governadora Koike tentou ganhar suporte ao discursar ocasionalmente nas ruas de Tóquio. Renhō focou em comícios de rua e no sentimento anti-PLD, discursando cerca de duas vezes ao dia. Sua campanha foi focada no progressismo, abordando temas como políticas inclusivas para a população LGBT, ação climática e equidade intergeracional, temas que apelam para o eleitor mais jovem. Shinji Ishimaru, ex-prefeito de Akitakata, usou as redes sociais como plataforma política, onde ele declarava ser um outsider. Ele também fez comícios de rua, mas diferente de Renhō, mudava de um lugar para outro a cada 30 minutos. Ele também recrutou cerca de 5 mil voluntários para espalhar suas atividades nas redes sociais. Sua campanha também foi focada no sentimento anti-PLD. Tamogami fez campanha para os conservadores, discursando em frente ao prédio do Ministério da Defesa. Ele apoiou as controvérsias sobre o Santuário Yasukuni e se opôs à imigração. Apesar do partido Sanseitō não apoiar oficialmente Tamogami, seu líder, Sohei Kamiya, fez campanha ao lado dele.

Os quatro principais canditatos participaram de diversos fóruns e debates. Em 19 de junho, os quatro participaram de uma coletiva de imprensa organizada pela ANN. Em 24 de junho, os quatro participaram de um debate promovido pela Câmara Júnior Internacional.

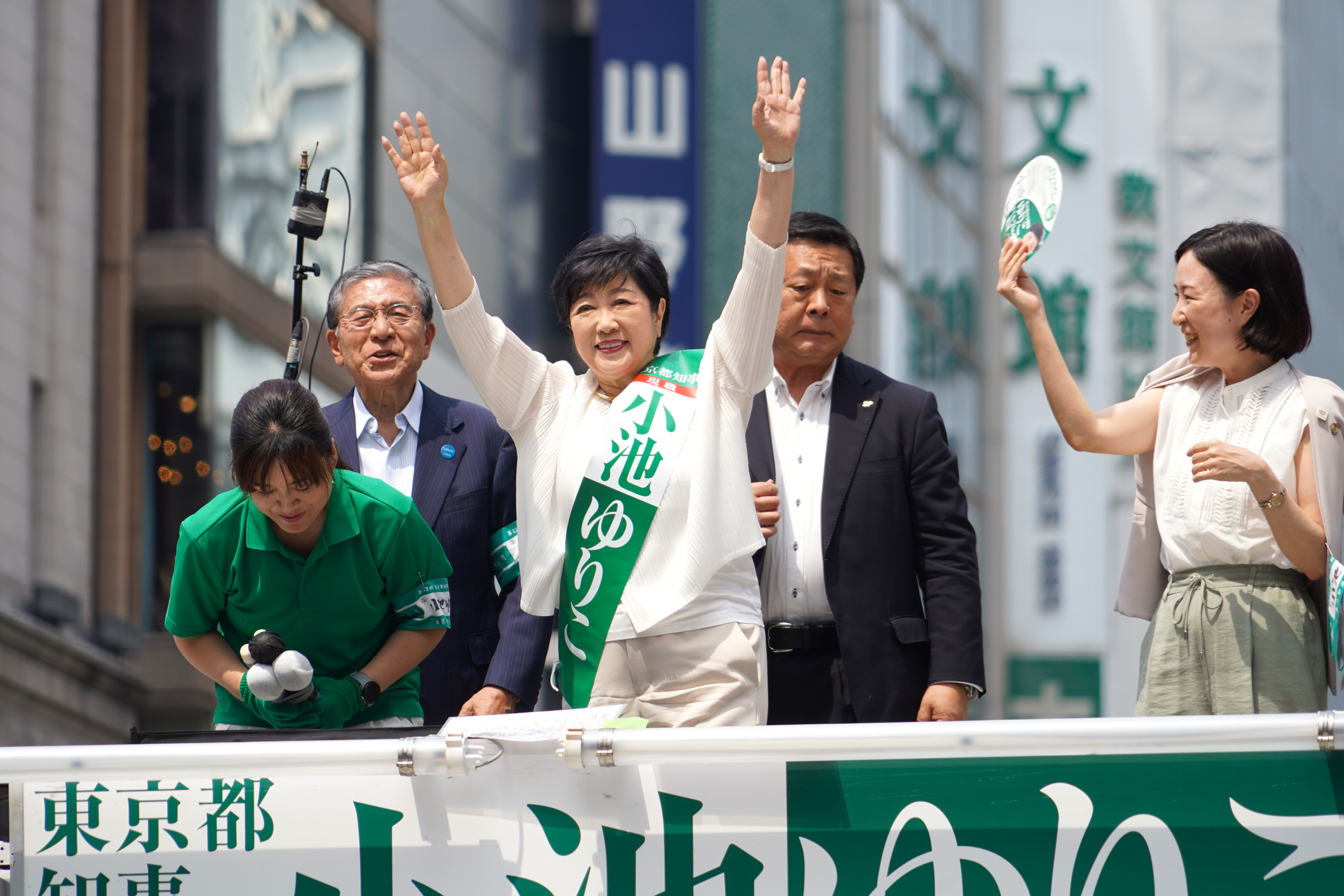
Yuriko Koike discursando em Ginza.
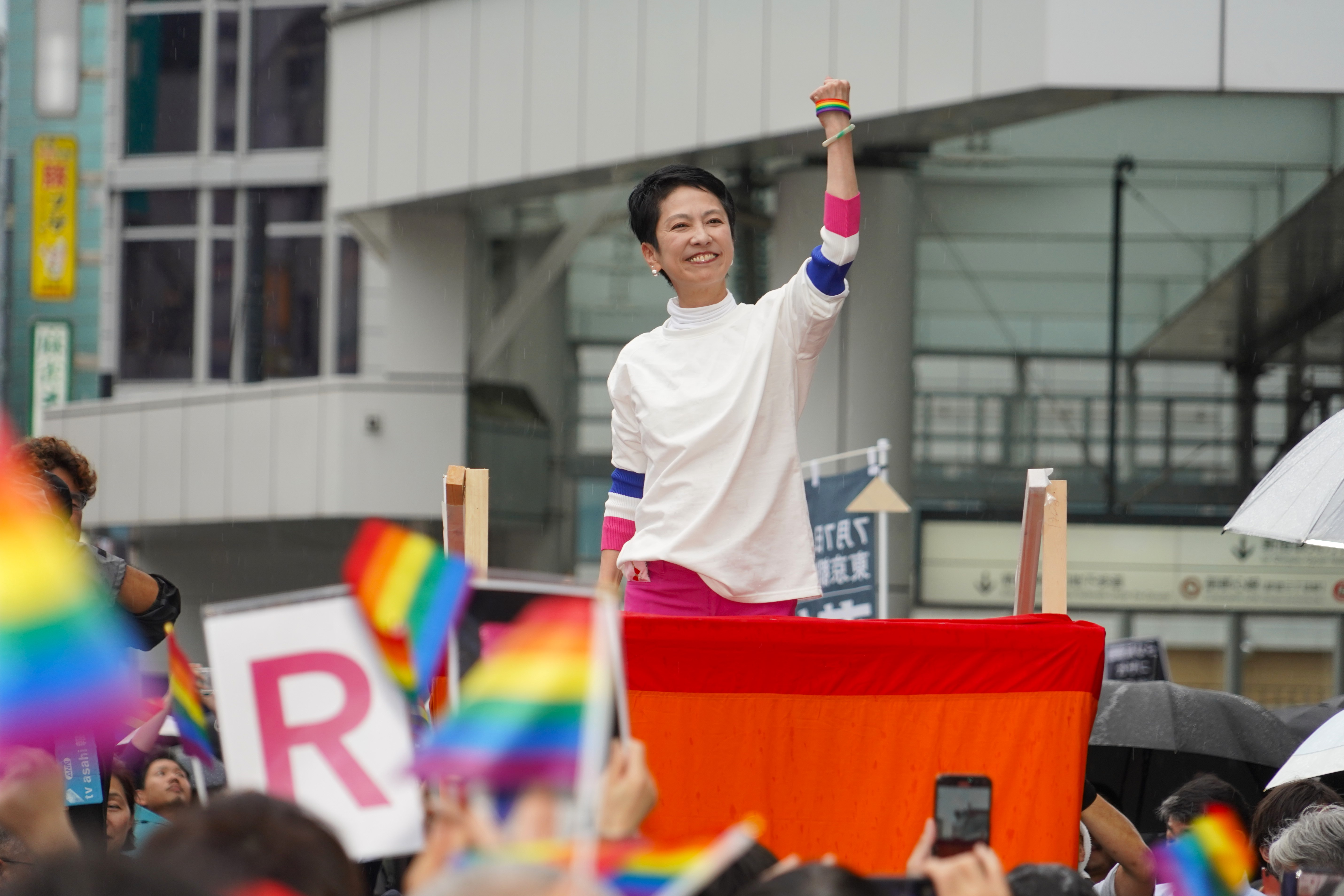
Renhō discursando em frente a Estação de Shinjuku.
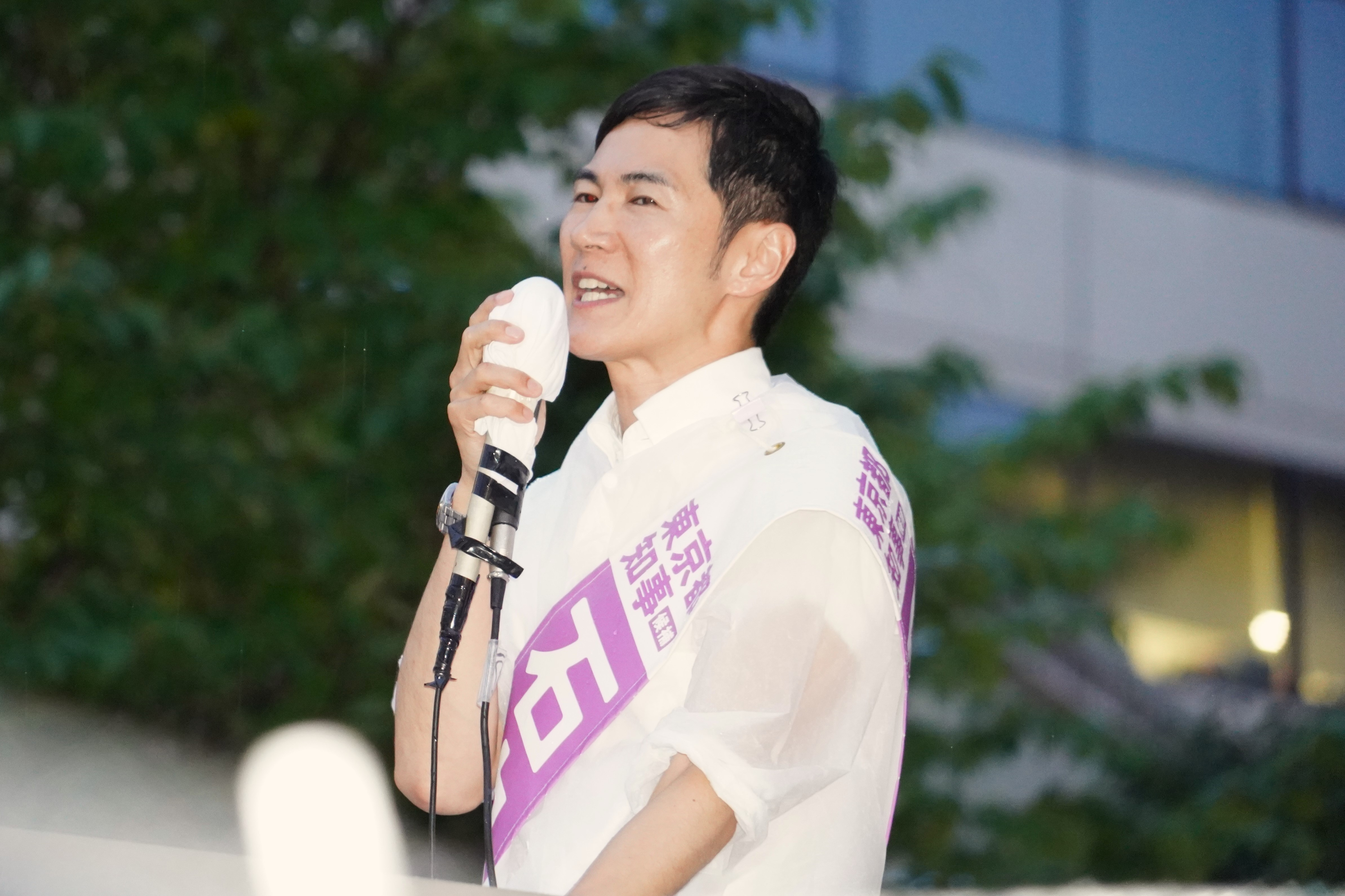
Shinji Ishimaru discursando em frente do Yurakucho Itocia.

## Controvérsias

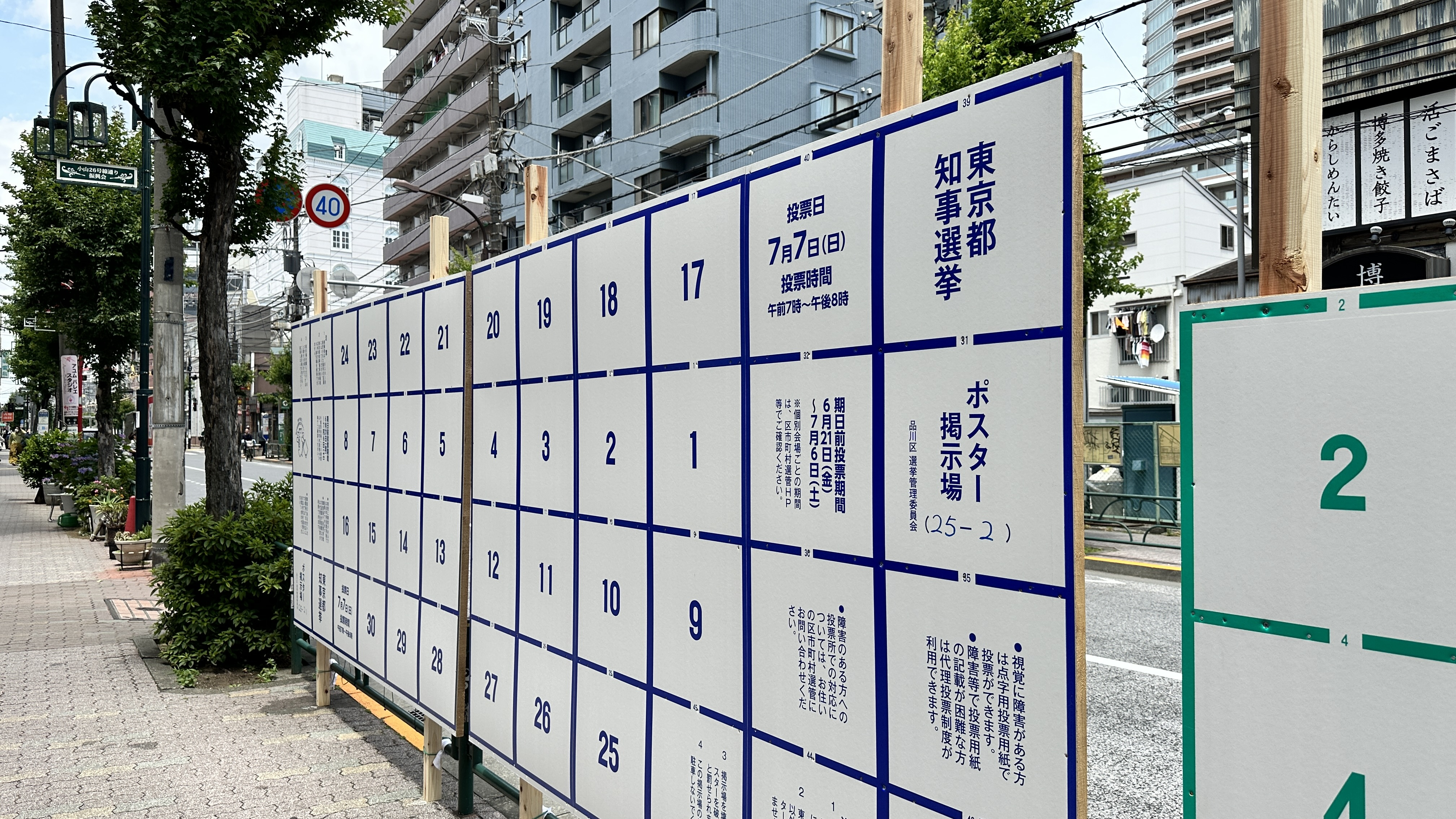
Pôsteres eleitorais de Tóquio.

### Sequestro de pôsteres
O Partido NHK, liderado por Takashi Tachibana, lançou um golpe publicitário político chamado "Operação Sequestro da Amostra de Pôsteres da Eleição para Governador de Tóquio". O partido lançou dezenas de candidatos para a eleição, ganhando assim acesso a cerca de 14 mil espaços para pôsteres de campanha. Então, ao doar uma quantia de dinheiro ao partido, o doador poderia utilizar um dos espaços para colocar o pôster que quisesse. De acordo com o Ministério de Assuntos Internos e Comunicação, não há restrições sobre o conteúdo dos pôsteres, exceto informação falsa, conteúdo sobre a campanha de outros candidatos e conteúdo que viole alguma lei. Apesar disso, especialistas alertaram sobre possíveis brechas legais, e uma campanha se opondo ao movimento chegou a 20 mil assinaturas.
Em 22 de junho, o Departamento de Polícia Metropolitana de Tóquio emitiu um aviso sobre os pôsteres de Shibuya que anunciavam um estabelecimento de entretenimento adulto para mulheres, que potencialmente violava o Ato de Negócios de Entretenimento e Diversão. Os pôsteres foram removidos. Outros pôsteres no mesmo bairro mostravam ilustrações do ator falecido Haruma Miura, que gerou protesto de sua antiga agência de talentos, Amuse. O responsável pelos pôsteres admitiu que os colocou sem permissão, o que levou Tachibana a se desculpar e retirá-los de exibição.
A Comissão de Eleições Metropolitanas de Tóquio recebeu mais de mil reclamações sobre os pôsteres entre 20 e 21 de junho. O Secretário-Geral do Partido Democrático Liberal Toshimitsu Motegi expressou a necessidade da revisão do Ato de Ofícios Públicos de Eleição para evitar o sequestro de pôsteres. O líder do Komeito Natsuo Yamaguchi, o Secretário-Geral do Partido Democrático Constitucional do Japão Katsuya Okada, o líder do Partido Democrático para o Povo Yuichiro Tamaki, o Secretário-Geral do Partido Comunista Japonês Akira Koike e o Governador de Osaka Hirofumi Yoshimura expressaram opiniões similares.

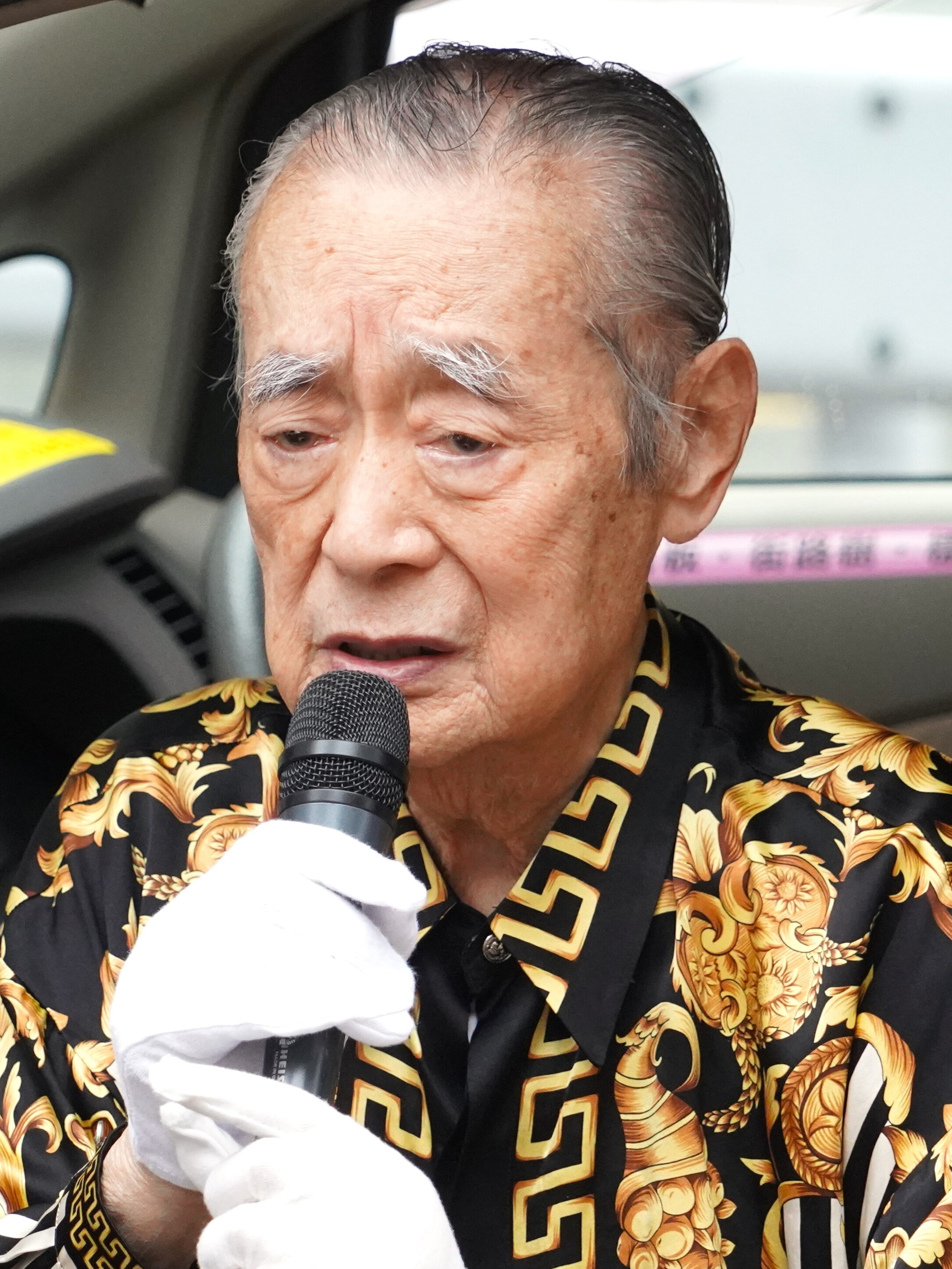
Candidato perene Yoshiro Nakamatsu.

### Candidatos perenes
A eleição ganhou atenção internacional pelo grande número de partidos políticos frívolos e candidatos perenes. Entre eles, estão o inventor de 96 anos Yoshiro Nakamatsu, o comediante da internet "Prefeito IA", Yusuke Kawai, o autoproclamado "Coringa do Japão", que advocava pela legalização da maconha e a poligamia e entrou em uma controvérsia ao espalhar pôsteres de campanha com uma modelo gyaru completamente nua, que foram retiradas pelo Departamento de Polícia Metropolitana, o músico e nacionalista nudista Teruki Gotō, um candidato do "Partido Pôquer", que advocava por reformas políticas e econômicas baseadas no jogo de cartas, e outro do "Partido Golfe", que falava suas propostas enquanto praticava suas jogadas no esporte. Shinji Hirai, governador de Tottori, afirmou em uma assembléia que o grande número destes candidatos mostrava que a "democracia está em risco de colapsar".
No japão, a NHK provê um espaço para todos os candidatos apresentarem suas propostas para os eleitores. Cada candidato possui um espaço na televisão, que é mostrado em diversos horários para alcançar uma fatia maior do eleitorado. Além das discussões políticas sérias, o espaço foi usado para piadas ou condutas incomuns ou questionáveis por parte dos candidatos perenes. A candidata Airi Uchino fez striptease no meio da programação e outro candidato gritou com o intérprete de língua de sinais que o acompanhava, gerando controvérsia.

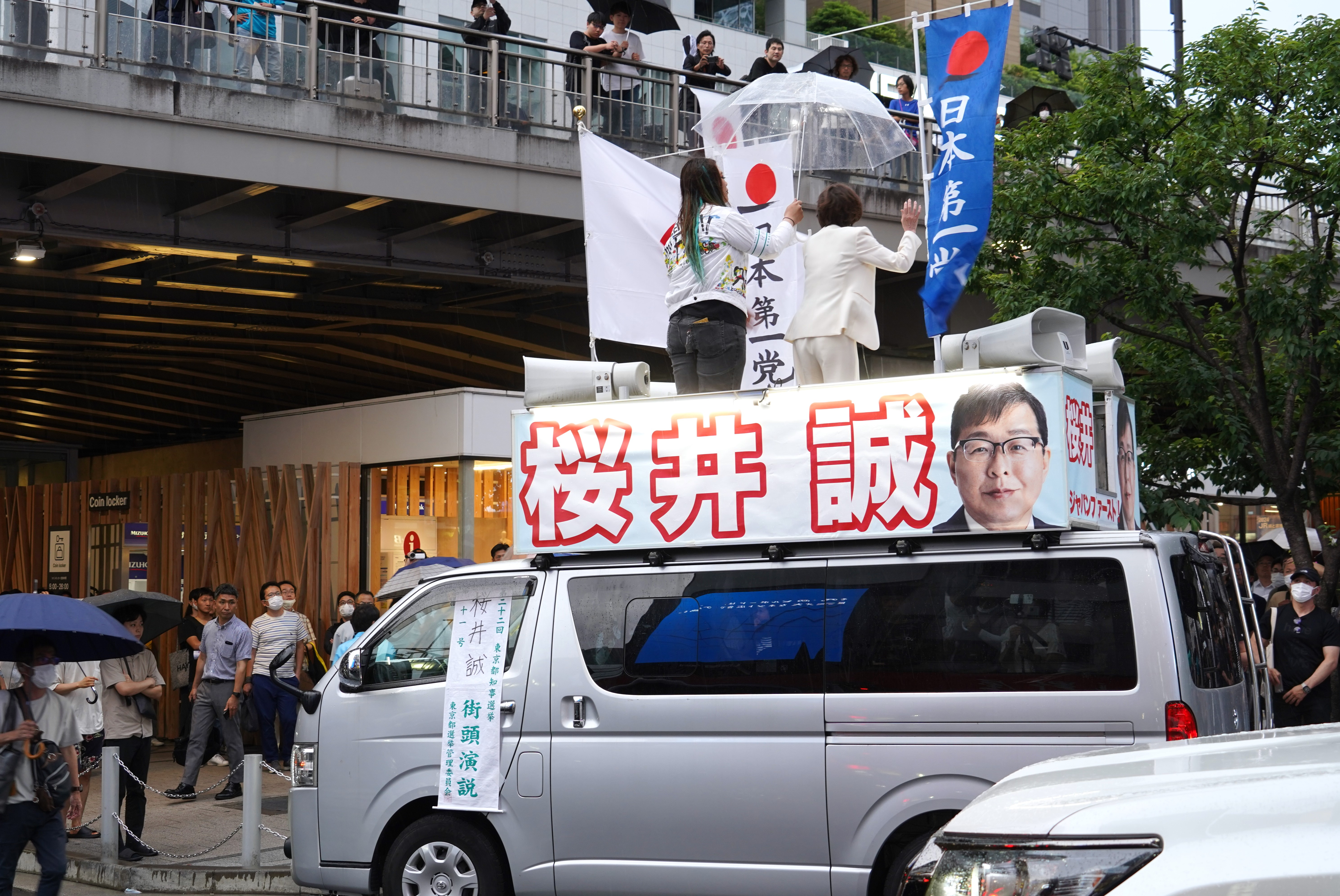
Veículo de campanha de Makoto Sakurai.

### Comentários xenofóbicos
Makoto Sakurai, candidato pelo Partido Japão Primeiro, é conhecido por sua xenofobia. Ele é o fundador da Zaitokukai, organização criada em 2007 que milita contra os zanichi coreanos. Durante seu discurso em frente à estação Ikebukuro, ele acusou uma loja de conveniência chinesa estaria "hospedando 400 máfias chinesas". Inicialmente, ele disse que a informação havia sido confirmada pela Polícia Metropolitana, mas depois negou a fala. No mesmo discurso, Sakurai afirmou que a segurança pública de Ikebukuro estava sendo "ameaçada pelo aumento de imigrantes chineses".

### Ameaças de assassinato
As sedes de campanha de Koike e Renhō receberam diversas cartas com ameaças de morte e bomba. Ambas denunciaram para o Departamento Metropolitano de Polícia, e o caso passou a ser investigado por suspeita de intimidação.
- Em 23 de junho, um fax foi enviado para a campanha de Renhō com a mensagem "eu vou perfurá-la com uma faca e vou matá-la". O fax também continha frases como "eu obtive ácido sulfúrico" e "vou plantar uma bomba e detoná-la no dia 24".[58]
- Em 24 de junho, um fax quase idêntico foi enviado para o escritório de Tomin First no Kai em Toshima, que estava apoiando a candidatura de Koike, dizendo que o autor havia "derramado ácido sulfúrico" e "plantado explosivos".[59]

Uma ameaça de morte também foi enviada para a modelo que posou para os pôsteres explícitos de Kawai, o fazendo cancelar seus discursos e gafes políticas.

## Resultados

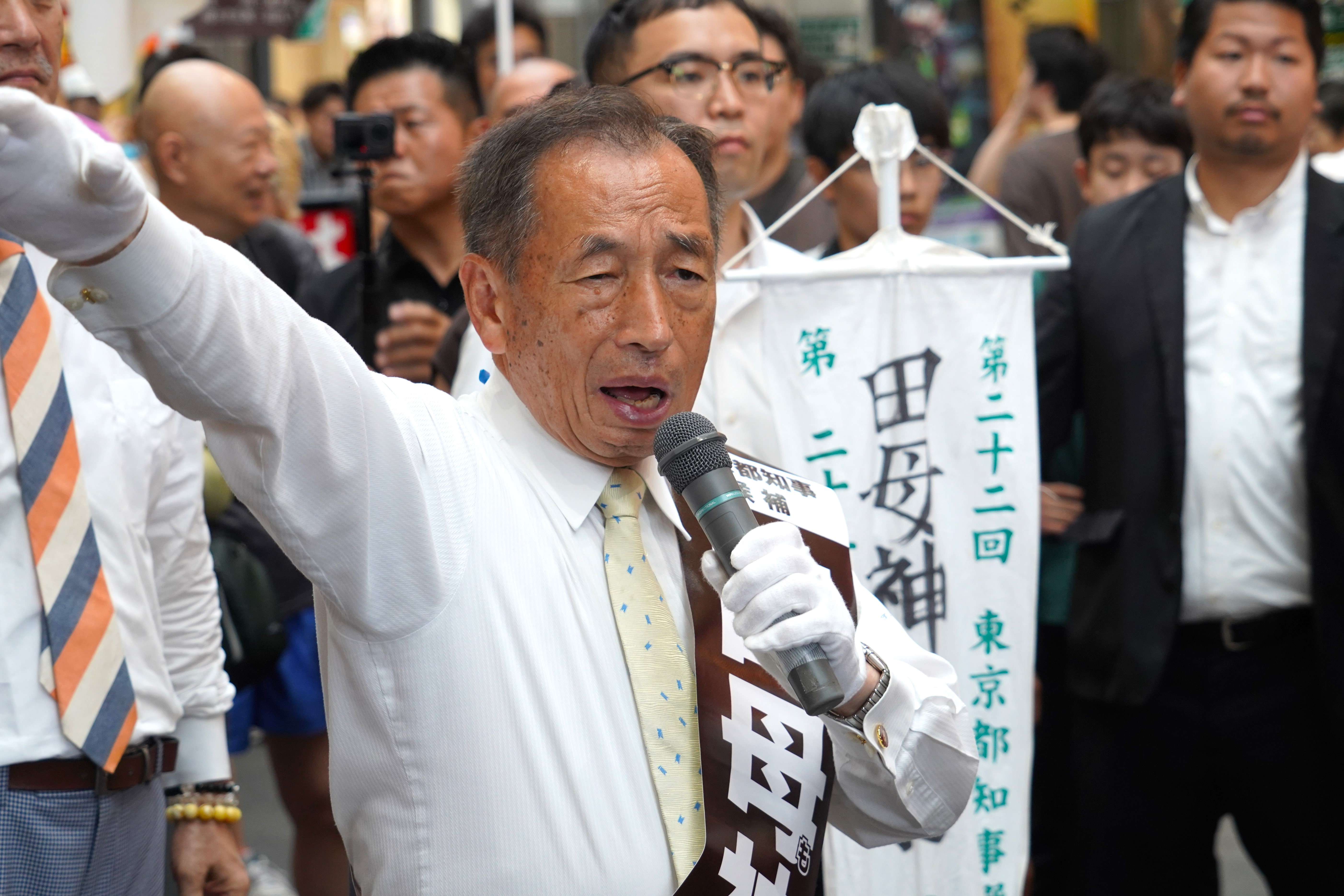
Apesar de ter sido muito coberto pela mídia, Toshio Tamogami recebeu apenas 3.9% dos votos.

Uma sondagem de boca de urna foi conduzida pela NHK e publicada às 20:00. Ela mostrou que Koike venceria com cerca de 40% dos votos e Ishimaru surpreenderia ficando em segundo com cerca de 20% dos votos, sendo seguidos de Renhō e Tamogami. Ishimaru ficou em segundo lugar com 1.658.363 votos (24,3%). Seu sucesso inesperado foi atribuido em sua crescente popularidade entre os independentes e jovens. Em contraste, Renhō conquistou 1.283.262 votos (18,8%).
Uma outra sondagem de boca de urna feito pela Yomiuri Shimbun e Nippon TV mostrou que 67% dos membros do PLD e 77% do Komeito votaram na Koike, enquanto 59% do PDC e 71% do PCJ voteram em Renhō. Por outro lado, 19% do PDC e 10% do PCJ votaram em Koike e quase 20% do PLD e 18% do PDC votaram em Ishimaru. 36% dos independentes votaram em Ishimaru, 31% em Koike e 17% em Renhō.
De acordo com as sondagens de boca de urna feita pela NHK e The Asahi Shimbun, Ishimaru recebeu suporte de 20% a 40% da faxa etária entre a adolescência e os 20 anos, enquanto Koike recebeu o suporte máximo de 20%. Entre os eleitores de 30 a 40 anos, ambos Koike e Ishimaru receberam suporte de 30%. Entre os 50 anos, Koike chegou a 40% de apoio, e acima dos 60 anos deram apoio principalmente à Koike e Renhō. Na eleição anterior, Koike foi a candidata mais popular em todas as faxas etárias. Nestas eleições, Ishimaru foi o mais popular entre os eleitores entre 18 e 19 anos e na faixa dos 20 e 30 anos, enquanto Koike foi mais popular entre os eleitores na faixa dos 40 e 70 anos e acima dos 80.
| Partido                                                                             | Candidato                 | Votos      | %      | ±%   |
| ----------------------------------------------------------------------------------- | ------------------------- | ---------- | ------ | ---- |
| Independente                                                                        | Yuriko Koike (incumbente) | 2.918.015  | 42,8%  | 16,9 |
| Independente                                                                        | Shinji Ishimaru           | 1.658.363  | 23,3%  | Novo |
| Independente                                                                        | Renhō                     | 1.283.262  | 18,8%  | Novo |
| Independente                                                                        | Toshio Tamogami           | 267.699    | 3,9%   | 8,5  |
| Independente                                                                        | Takahiro Anno             | 154.638    | 2,3%   | Novo |
| Associação Política dos cidadãos                                                    | Satoru Utsumi             | 121.715    | 1,8%   | Novo |
| Independente                                                                        | Akane Himasora            | 110.196    | 1,6%   | Novo |
| Independente                                                                        | Yukito Ishimaru           | 96.222     | 1,4%   | Novo |
| Japão Primeiro                                                                      | Makoto Sakurai            | 83.600     | 1,2%   | 1,7  |
| Associação para um Futuro Seguro com Kuniaki Shimizu e Tóquio                       | Kuniaki Shimizu           | 38.054     | 0,6%   | Novo |
| Independente                                                                        | Yoshiro Nakamatsu         | 23.825     | 0,3%   | 1,0  |
| Independente                                                                        | Yukio Yamato              | 9.685      | 0,1%   | Novo |
| Independente                                                                        | Hiroshi Kobayashi         | 7.408      | 0,1%   | Novo |
| Partido da Paz & Amor                                                               | Teruki Gotō               | 5.419      | 0,1%   | 0,26 |
| Partido do Futuro                                                                   | Mitsuki Kimiya            | 4.874      | 0,1%   | Novo |
| Independente                                                                        | Shigeyuki Fukumoto        | 3.245      | 0,03%  | Novo |
| Partido IA                                                                          | Prefeito IA               | 2.761      | 0,02%  | Novo |
| Independente                                                                        | Hisao Naito               | 2.339      | 0,02%  | 0,05 |
| Anti-NHK                                                                            | Midori Yokoyama           | 2.174      | 0,02%  | Novo |
| Assistam Minha Transmissão Política Bonita                                          | Airi Uchino               | 2.152      | 0,02%  | Novo |
| Associação para Aumentar a Participação Eleitoral e Membros Coringa do Parlamento   | Yuusuke Kawai             | 2.035      | 0,02%  | Novo |
| Independente                                                                        | Masanori Kougo            | 1.951      | 0,02%  | Novo |
| Tsubasa                                                                             | Atsuhiko Kurokawa         | 1.833      | 0,02%  | Novo |
| Partido Associação para Previnir Vítimas Médicas Kume Kei e Erradicação Soka Gakkai | Mariko Kuwahara           | 1.747      | 0,02%  | Novo |
| Anti-NHK                                                                            | Katsuya Fukunaga          | 1.281      | 0,01%  | Novo |
| Independente                                                                        | Shou Nomaguchi            | 1.240      | 0,01%  | Novo |
| Independente                                                                        | Shigemi Sawa              | 1.232      | 0,01%  | Novo |
| Independente                                                                        | Nobuo Ushikubo            | 1.153      | 0,01%  | Novo |
| Independente                                                                        | Ken Komatsu               | 894        | 0,008% | Novo |
| Anti-NHK                                                                            | Shinichi Endou            | 882        | 0,008% | Novo |
| Anti-NHK                                                                            | Taizou Ninomiya           | 833        | 0,007% | Novo |
| Independente                                                                        | Takemoto Hideyuki         | 812        | 0,007% | Novo |
| Partido Neo Shogunate Akinori                                                       | Akinori Shougunmiman      | 792        | 0,007% | Novo |
| Independente                                                                        | Kouki Onodera             | 759        | 0,007% | Novo |
| Anti-NHK                                                                            | Shinichi Yamada           | 691        | 0,006% | Novo |
| Anti-NHK                                                                            | Yoshitaka Kimura          | 676        | 0,006% | Novo |
| Independente                                                                        | Nobuo Shindo              | 669        | 0,006% | Novo |
| Anti-NHK                                                                            | Tomoya Nakae              | 612        | 0,005% | Novo |
| Anti-NHK                                                                            | Hideaki Katou             | 588        | 0,005% | Novo |
| Partido Conquistador                                                                | Takuji Kagata             | 578        | 0,005% | Novo |
| Independente                                                                        | Kenichirou Katou          | 572        | 0,005% | Novo |
| Independente                                                                        | Jin Hokari                | 560        | 0,005% | Novo |
| Anti-NHK                                                                            | Taichi Maeda              | 521        | 0,005% | Novo |
| Anti-NHK                                                                            | Atsushi Kusao             | 481        | 0,004% | Novo |
| Anti-NHK                                                                            | Shirubi Fukuhara          | 466        | 0,004% | Novo |
| Anti-NHK                                                                            | Takashi Takeuchi          | 446        | 0,004% | Novo |
| Independente                                                                        | Ayumi Ozeki               | 417        | 0,004% | Novo |
| Anti-NHK                                                                            | Hiroaki Inubuse           | 371        | 0,003% | Novo |
| Partido da Fusão Nuclear                                                            | Yasufumi Kuwashima        | 361        | 0,003% | Novo |
| Anti-NHK                                                                            | Yoshiharu Matsuo          | 351        | 0,003% | Novo |
| Partido do Impeachment dos Cinco Juizes da Suprema Corte                            | Makoto Furuta             | 343        | 0,003% | Novo |
| Anti-NHK                                                                            | Yumeto Funabashi          | 329        | 0,003% | Novo |
| Anti-NHK                                                                            | Youichi Miwa              | 306        | 0,003% | Novo |
| Anti-NHK                                                                            | Daisaku Tsumura           | 302        | 0,003% | Novo |
| Anti-NHK                                                                            | Shunsuke Minami           | 297        | 0,003% | Novo |
| Anti-NHK                                                                            | Muneyuki Jouraku          | 211        | 0,002% | Novo |
| Participação eleitoral                                                              | Participação eleitoral    | 11.349.278 | 60,56% | 5.62 |

Resultados por região
| Região         | Yuriko Koike | Yuriko Koike | Shinji Ishimaru | Shinji Ishimaru | Renhō     | Renhō | Toshio Tamogami | Toshio Tamogami |
| -------------- | ------------ | ------------ | --------------- | --------------- | --------- | ----- | --------------- | --------------- |
| Região         | Votos        | %            | Votos           | %               | Votos     | %     | Votos           | %               |
| Total          | 2.918.015    | 42,8%        | 1.658.363       | 24,3%           | 1.283.262 | 18,8% | 267.699         | 3,9%            |
| Chiyoda        | 13.490       | 39,5%        | 8.818           | 25,8%           | 5.300     | 15,5% | 1.701           | 5.0%            |
| Chuo           | 36.927       | 40,8%        | 24.890          | 27,5%           | 12.910    | 14,3% | 4.189           | 4,6%            |
| Minato         | 43.787       | 38,3%        | 30.863          | 27,0%           | 18.725    | 16,4% | 5.721           | 5,0%            |
| Shinjuku       | 63.036       | 40,1%        | 39.072          | 24,8%           | 29.762    | 18,9% | 7.554           | 4,8%            |
| Bunkyo         | 49.077       | 39,7%        | 28.009          | 22,7%           | 23.924    | 19,4% | 5.075           | 4,1%            |
| Taitō          | 42.228       | 40,1%        | 27.357          | 26,0%           | 17.887    | 17,0% | 4.831           | 4,6%            |
| Sumida         | 61.337       | 43,1%        | 35.370          | 24,9%           | 22.918    | 16,1% | 5.715           | 4,0%            |
| Koto           | 110.457      | 42,9%        | 68.192          | 26,5%           | 44.724    | 17,4% | 9.983           | 3,9%            |
| Shinagawa      | 83.867       | 40,9%        | 55.984          | 27,3%           | 35.095    | 17,1% | 8.393           | 4,1%            |
| Meguro         | 50.269       | 36,4%        | 37.681          | 27,3%           | 28.445    | 20,6% | 5.587           | 4,0%            |
| Ota            | 154.309      | 42,7%        | 93.235          | 25,8%           | 62.928    | 17,4% | 14.828          | 4,1%            |
| Setagaya       | 180.766      | 37,7%        | 134.587         | 28,1%           | 98.771    | 20,6% | 19.447          | 4,1%            |
| Shibuya        | 39.959       | 35,1%        | 31.430          | 27,6%           | 23.738    | 20,9% | 5.253           | 4,6%            |
| Nakano         | 64.505       | 38,5%        | 39.314          | 23,5%           | 34.186    | 20,4% | 7.480           | 4,5%            |
| Suginami       | 113.484      | 37,8%        | 76.796          | 25,6%           | 66.045    | 22,0% | 12.333          | 4,1%            |
| Toshima        | 58.590       | 42,7%        | 32.210          | 23,5%           | 23.677    | 17,3% | 6.048           | 4,4%            |
| Kita           | 77.799       | 44.3%        | 36.453          | 20,7%           | 32.304    | 18,4% | 6.971           | 4,0%            |
| Arakawa        | 45.373       | 44,6%        | 23.530          | 23,1%           | 17.136    | 16,8% | 4.113           | 4,0%            |
| Itabashi       | 117.802      | 43,2%        | 66.658          | 24,4%           | 49.982    | 18,3% | 11.147          | 4,1%            |
| Nerima         | 164.174      | 43,8%        | 86.758          | 23,2%           | 68.655    | 18,3% | 14.577          | 3,9%            |
| Adachi         | 148.432      | 48,0%        | 70.901          | 22,9%           | 51.903    | 16,8% | 11.732          | 3,8%            |
| Katsushika     | 98.479       | 45,7%        | 52.929          | 24,6%           | 36.746    | 17,1% | 8.467           | 3,9%            |
| Edogawa        | 143.930      | 46,6%        | 73.963          | 23,9%           | 48.505    | 15,7% | 12.401          | 4,0%            |
| Hachioji       | 123.401      | 45,8%        | 62.479          | 23,2%           | 53.862    | 20,0% | 8.862           | 3,3%            |
| Tachikawa      | 41.566       | 46,4%        | 19.021          | 21,3%           | 16.719    | 18,7% | 3.252           | 3,6%            |
| Musashino      | 29.616       | 37,4%        | 20.395          | 25,8%           | 18.415    | 23,3% | 2.997           | 3,8%            |
| Mitaka         | 39.009       | 39,2%        | 25.695          | 25,8%           | 21.794    | 21,9% | 3.642           | 3,7%            |
| Ome            | 32.556       | 51,9%        | 11.908          | 19,0%           | 11.348    | 18,1% | 2.038           | 3,2%            |
| Fuchū          | 56.567       | 43,7%        | 31.567          | 24,4%           | 24.895    | 19,2% | 4.884           | 3,8%            |
| Akishima       | 26.247       | 47,6%        | 11.705          | 21,2%           | 10.266    | 18,6% | 2.020           | 3,7%            |
| Chofu          | 51.795       | 41,4%        | 32.874          | 26,3%           | 24.810    | 19,8% | 4.499           | 3,6%            |
| Machida        | 97.713       | 45,6%        | 46.230          | 21,6%           | 41.389    | 19,3% | 7.431           | 3,5%            |
| Koganei        | 26.077       | 40,3%        | 14.282          | 22,0%           | 14.372    | 22,2% | 2.233           | 3,4%            |
| Kodaira        | 43.212       | 43,9%        | 21.800          | 22,1%           | 19.929    | 20,2% | 3.407           | 3,5%            |
| Hino           | 41.940       | 43,7%        | 21.877          | 22,8%           | 19.377    | 20,2% | 3.329           | 3,5%            |
| Higashi-yamato | 34.410       | 45,8%        | 16.009          | 21,3%           | 15.433    | 20,5% | 2.690           | 3,6%            |
| Hamura         | 12.522       | 49,1%        | 5.462           | 21,4%           | 4.689     | 18,4% | 747             | 2,9%            |
| Akiruno        | 19.995       | 51,9%        | 7.537           | 19,6%           | 7.059     | 18,3% | 1.184           | 3,1%            |
| Nishi-tokyo    | 45.352       | 43,1%        | 24.204          | 23,0%           | 21.530    | 20,5% | 3.890           | 3,7%            |
| Mizuho         | 8.078        | 55,9%        | 2.479           | 17,2%           | 2.227     | 15,4% | 464             | 3,2%            |
| Hinode         | 4.467        | 55,5%        | 1.425           | 17,7%           | 1.437     | 17,8% | 232             | 2,9%            |
| Hinohara       | 731          | 61,4%        | 146             | 12,4%           | 196       | 16,5% | 24              | 2,0%            |
| Okutama        | 1.758        | 68%          | 331             | 12,8%           | 345       | 13,4% | 33              | 1,3%            |
| Oshima         | 2.065        | 56,0%        | 617             | 16,8%           | 643       | 17,4% | 89              | 2,4%            |
| Toshima        | 130          | 62,2%        | 42              | 20,1%           | 23        | 11,0% | 3               | 1,4%            |
| Nii-jima       | 979          | 68,8%        | 224             | 15,8%           | 117       | 8,2%  | 36              | 2,5%            |
| Kozushima      | 614          | 63,2%        | 133             | 13,8%           | 110       | 11,3% | 18              | 1,9%            |
| Miyake         | 755          | 61,5%        | 213             | 17,4%           | 146       | 11,9% | 24              | 2,0%            |
| Mikura-jima    | 82           | 44,6%        | 37              | 20,6%           | 39        | 21,2% | 5               | 2,7%            |
| Hachijō        | 2.501        | 64,6%        | 540             | 14,0%           | 500       | 12,9% | 110             | 2,8%            |
| Aogashima      | 72           | 69,9%        | 18              | 17,5%           | 9         | 8,7%  | 2               | 1,9%            |
| Ogasawara      | 566          | 43,5%        | 338             | 26,1%           | 182       | 14,0% | 61              | 4,7%            |

## Pós-eleição
Após a publicação da boca de urna declarando sua vitória, Koike discursou agradecendo seus eleitores. Ishimaru declarou estar pensando em entrar na política nacional no futuro, saindo candidato para Câmara dos Representantes pelo 1º distrito de Hiroshima no governo do primeiro-ministro Fumio Kishida. Renhō afirmou que se saiu mal nas eleições por sua "falta de habilidade", porém declarou querer continuar na política como parte da oposição.
Alguns veículos de mídia e políticos como Takashi Tachibana afirmaram que Yukito Ishimaru recebeu um grande número de votos principalmente por ter o mesmo sobrenome de Shinji Ishimaru, o que fez com que alguns eleitores se confundissem e votassem nele. O principal argumento para a tese é de que ele não poderia receber tantos votos com baixa cobertura da mídia e falta de popularidade.

## Eleição suplementar
A eleição suplementar para a Assembleia Metropolitana de Tóquio aconteceu simultaneamente com a eleição para governador, para preencher nove assentos.
O Tomin First no Kai ganhou três assentos, o Partido Liberal Democrata ganhou dois assentos, o Partido Democrático Constitucional ganhou um assento e candidatos independentes ganharam os três assentos restantes.

### Koto
Ikki Yamazaki (PLD) renunciou ao cargo para concorrer à prefeitura de Koto em 2023, sendo substituida por Aya Sannohe (independente).

### Shinagawa
Kyoko Morisawa (independente) renunciou ao cargo para concorrer à prefeitura de Shinagawa em 2022, sendo substituida por Rika Shinohara (independente).

### Nakano
Chiharu Araki (TFK) renunciou para concorrer à Eleição da Câmara dos Conselheiros do Japão em 2022. Ela não foi eleita, porém elegeu-se novamente para a Assembleia Metropolitana na eleição suplementar.

### Kita
Kanako Yamada (independente) renunciou para concorrer à prefeitura de Kita em 2023, sendo substituido por Miki Komazaki (TFK).

### Adachi
Naoki Takashima (PLD) morreu em outubro de 2023, sendo substituida por Yuiko Ginka (PDC).

### Hachioji
Ken Nishiyama (PLD) morreu em agosto de 2022, sendo substituido por Yasuhiko Takita (independente).

### Fuchu
Kinji Suzuki (PLD) morreu em junho de 2023, sendo substituido por Haruka Masuyama (PLD).

### Minamitama
Ryoichi Ishikawa (TFK) morreu em junho de 2024, sendo substituido por Chihiro Endo (TFK).